# 올림픽 사모아 선수단
올림픽 사모아 선수단은 사모아 대표로 올림픽에 참가하는 선수단이다. 사모아(또는 1996년까지 '서사모아')는 1984년 올림픽에 처음 참가했으며 그 이후로 매 하계 올림픽에 선수단을 파견해 왔다. 사모아는 동계 올림픽에 참가한 적이 없다.
사모아 국가 올림픽 위원회는 1983년에 창설되었으며 같은 해 국제 올림픽 위원회의 승인을 받았다.
사모아는 원래 역도 여자 +75kg 부문에서 4위를 차지한 후 2008년 베이징 올림픽에서 소급하여 첫 메달을 획득했다. 이는 2016년 도핑으로 인해 은메달과 동메달리스트들이 메달을 박탈당했기 때문이다.

## 종목별 메달 집계
| 경기 | 금 | 은 | 동 | 합계 |
| ---- | -- | -- | -- | ---- |
| 역도 | 0  | 1  | 0  | 1    |
| 합계 | 0  | 1  | 0  | 1    |

## 메달리스트 목록
| 메달   | 선수          | 대회          | 종목 | 세부종목      |
| ------ | ------------- | ------------- | ---- | ------------- |
| 은메달 | 엘레 오펠로게 | 2008년 베이징 | 역도 | 여자 최중량급 |